# Laura Lapi
Laura Lapi (10 settembre 1970) è un'ex tennista italiana.

## Carriera
A livello giovanile ottiene risultati importanti: nel 1986 ha vinto il torneo Avvenire, ha fatto due finali consecutive all'Orange Bowl nel biennio 1987-88 e infine ha raggiunto la finale del doppio ragazze agli US Open 1988 in coppia con Cathy Caverzasio.
Nella stagione 1988 ha ottenuto i risultati migliori nel circuito WTA, ha raggiunto i quarti di finale a Taranto e Båstad oltre ad una semifinale a Parigi.
Ha fatto parte della squadra italiana di Fed Cup nella stagione 1988 giocando due incontri e vincendone uno, nell'aprile 1990 ha ottenuto la sua classifica migliore con la 66ª posizione.